# Biblia pauperum
Biblia pauperum ("Biblija siromaha") je tradicija slikovnih Biblija koja je započela u visokom srednjem vijeku koje su za razliku od ilustriranih Biblija u kojima su slike bile podređene tekstu smještale ilustracije u središte stranice sa samo kratkim tekstom ili bez imalo teksta. Riječi koje izgovaraju likovi u iluminiranim minijaturama ponekad su bile zapisivane na svitcima koji izlaze iz njihovih usta, nalik modernom stripu. Biblije pauperum obično nisu bile pisane latinskim, nego narodnim jezikom.
Isprva su ove knjige bile zapisivane na šarenim ručno obojenim iluminiranim rukopisima na pergamentu, kao što je Velislai biblia picta, no u 15. stoljeću počeli su prevladavati tiskani primjerci s drvorezima. Biblia pauperum bila je najčešći tiskani rad u tzv. "Blockbuch" izdanjima, prvenstveno u Njemačkoj i Nizozemskoj gdje su i tekst i slike bili sačinjavani od jednog drvoreza po stranici. Jedna od prvih takvih knjiga tiskana je u Bambergu u Njemačkoj oko 1462. godine, a postojalo je i 18 izdanja u obliku inkunabula.  Biblije pauperum nisu bile namijenjene prodaji siromašnima - neki rukopisi bili su raskošno ukrašeni i vrlo skupi iako su "Blockbuch" izdanja bila daleko jeftinija i vjerojatno pristupačna župnicima. Jednostavnije inačine vjerojatno je koristilo svećenstvo kao pomoć u poučavanju nepismenih, dakle većine stanovništva. Ime "Biblia pauperum" nadjenuli su njemački znanstvenici tek u 30-im godinama 20. stoljeća.
Biblia pauperum primjer je u kojemu ilustracija poprima dublje značenje, a tekst potpuno nestaje - Kristov život prikazuje se u tipološkoj formi: starozavjetnim prizorima uvijek se usporedno prikazuju novozavjetni, kao npt. prikaz Eve i zmije i Kristovog iskušenja u pustinji, Abrahama i Izaka uz Krista koji nosi križ penjući se na Golgotu i sl.
Ikonografski program Biblije pauperum također je prisutan i u drugim oblicima srednjovjekovne umjetnosti, kao npr. vitrajima i skulpturama i urezanim slikama biblijskih tema. Budući da su za razliku od njih knjige prenosive, vjerojatno su odigrale važnu ulogu u širenju novih utjecaja u oslikavanju raznih tema. Većina njih, kao npr. Navještenje pastirima može se naći oslikana u vrlo sličnom obliku tijekom vremena, u različitim tehnikama i u više zemalja.